# Нижня Мушка
Нижня Му́шка (рос. Нижняя Мушка, марій. Мушкыдӱҥ) — присілок у складі Сернурського району Марій Ел, Росія. Входить до складу Сердезького сільського поселення.

## Населення
Населення — 59 осіб (2010; 70 у 2002).
Національний склад (станом на 2002 рік):
- марі — 100 %